# 洪興立
洪興立，籍貫浙江寧波，中學時期於聖類斯中學就讀，畢業後就讀中文大學經濟系，1978年中文大學經濟系畢業。畢業後於香港職業訓練局從事專業管理教育及訓練，並先後於香港大學、香港城市大學及倫敦大學分別獲得工商管理碩士、公共行政碩士、經濟學碩士和管理學博士銜頭。
洪興立博士現於香港理工大學工商管理研究院任職高級講師。洪興立博士於香港各大報章如明報等刊登專欄、於多份國際管理學報發表論文、主持大學的講座、也曾多次被邀請出席香港的時事論壇，討論時事問題。
洪興立博士有多本商管系列的作品，由香港博益出版集團有限公司出版。
洪已婚，妻子袁詠歡；育有一子一女。

## 相關作品
- 商管系列文集：《香港人的管理智慧》、《MBA攻讀策略》、《中國人的管理智慧》、《戰無不勝的管理智慧》、《創造未來的管理智慧》、《管理人的心理戰場》